# ۶۱۹ (قمری)
۶۱۹ (قمری)، ششصد و نوزدهمین سال در گاهشماری هجری قمری است. اول محرم این سال برابر با پانزدهم فوریه سال ۱۲۲۲ میلادی است.